# Herbert Blomstedt

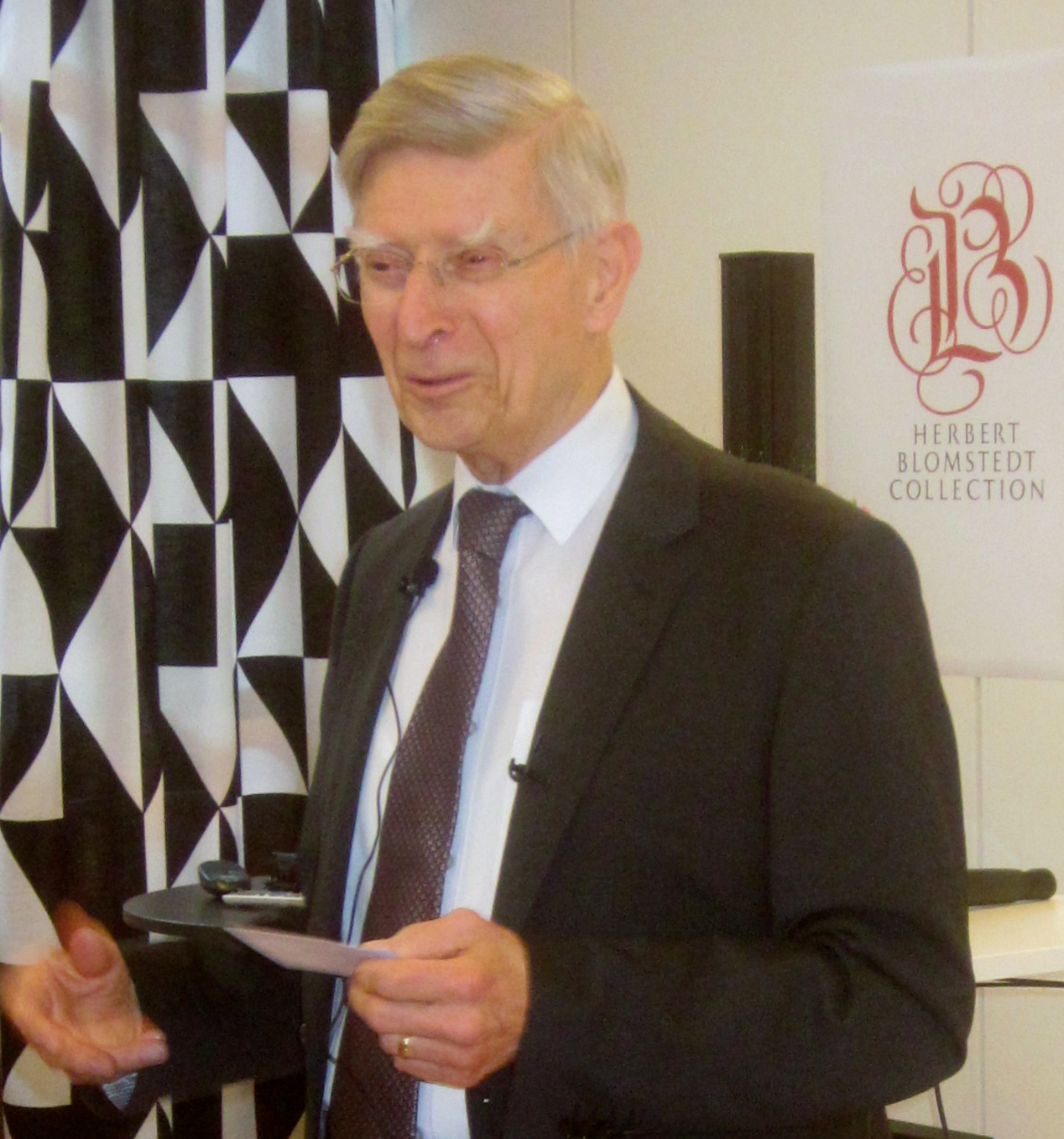
Blomstedt in 2015

Herbert Blomstedt (Springfield (Massachusetts), 11 juli 1927) is een Zweeds dirigent.

## Biografie

#### Opleidingen en privéleven
Twee jaar nadat Blomstedt werd geboren in Amerika gingen zijn ouders, Adolf Blomstedt en Alida Thorson, terug naar Zweden. Zijn moeder was pianiste en gaf hem de eerste lessen. Blomstedt studeerde aan de Koninklijke Hogeschool voor Muziek in Stockholm en aan de Universiteit van Uppsala. Hij volgde in New York lessen orkestdirectie aan de Juilliard School of Music. In 1949 studeerde hij in Darmstadt hedendaagse muziek. Hij bekwaamde zich in Bazel bij Paul Sacher aan de Schola Cantorum Basiliendsis in de barokmuziek. Verder nam hij in Salzburg lessen in orkestdirectie bij Igor Markevitch en aan de Juilliard School bij Jean Morel. Ook werkte hij met Leonard Bernstein aan de Berkshire Music Center in Tanglewood. In 1954 debuteerde Herbert Blomstedt bij het Koninklijk Filharmonisch Orkest van Stockholm. 
Blomstedt was gehuwd met de op 2 december 1928 te Hamburg geboren Waltraud Regina Petersen. Haar moeder was Signe M. Johansson. Haar vader, Terkel A. Petersen, was Zweeds. Zij woonde in Bern en in Maryland. Blomstedt en zijn vrouw kregen vier dochters. Elisabet werd in Oslo geboren, Cecila, Maria en Kristina werden in Örebro geboren. Waltraud bracht toen haar echtgenoot dirigent van het San Francisco Symphony Orchestra was lange tijd door in San Francisco. Net als haar echtgenoot was zij zevendedagsadventist. Voor dat kerkgenootschap was zij zowel in San Francisco Bay Area als in het buitenland erg actief. Zij overleed na een lang ziekbed op 8 februari 2003 in Luzern. 
Blomstedt repeteert niet op zaterdag, de sabbat (rustdag) bij de Zevende-dags Adventisten. Hij geeft wel concerten op zaterdag, omdat hij dat niet als werk beschouwt. 

## Carrière
Blomstedt is vooral bekend om zijn uitvoeringen van Duitse en Oostenrijkse muziek, zoals van Beethoven, Felix Mendelssohn, Franz Schubert, Anton Bruckner en Richard Strauss, en daarnaast muziek uit Scandinavië, zoals van Edvard Grieg, Jean Sibelius en Carl Nielsen. Ook wordt hij als een van de belangrijkste vertolkers van Brahms beschouwd.
Blomstedt stond aan het roer van verschillende Scandinavische orkesten: hij was vanaf 1954 tot 1961 in Zweden muzikaal leider en chef-dirigent van het symfonieorkest van Norrköping, van 1962 tot 1968 van het Oslo Philharmonisch Orkest, van 1967 tot 1977 van het Deens Radio Symfonieorkest en van 1977 tot 1982 van het Zweeds Radio Symfonieorkest. 
Hij werd door de musici van de Staatskapelle Dresden uitgenodigd om hun chef-dirigent te worden. Hij leidde dit orkest van 1975 tot 1985 in goed ontvangen muziekopnames, waaronder werken van Strauss en de complete symfonieën van Beethoven en Schubert, alsook gedurende buitenlandse tournees.
Van 1985 tot 1995 was hij chef-dirigent van het San Francisco Symphony Orchestra, dat onder zijn leiding naar een internationaal vooraanstaande positie groeide door tournees naar Europa en Azië en opnames voor Decca Records. Noemenswaardig zijn Blomstedts opnames van diverse werken van Paul Hindemith. Onder zijn vele cd-opnames worden die van de volledige symfonieën van Sibelius en Nielsen in het bijzonder geroemd. Na zijn vertrek als vaste dirigent in San Francisco werd Blomstedt chef-dirigent van het NDR Sinfonieorchester van 1996 tot 1998. Van 1998 tot 2005 was hij chef-dirigent van het Gewandhausorchester in Leipzig. 
Blomstedt werd erg geliefd in San Francisco en leidt er nog steeds abonnementsconcerten. Hij is momenteel Conductor Laureate van het San Francisco Symphony. Verder is hij honorair dirigent van de Bamberger Symphoniker, het Deens Radio Symfonieorkest, de NHK Symphony in Tokio, het Zweeds Radio Symfonieorkes, het NDR Sinfonieorchester en van het Gewandhausorchester. 
Sinds 1983 stond Blomstedt regelmatig voor het Koninklijk Concertgebouworkest. In januari 2019 bracht dit muziekensemble in het Koninklijk Concertgebouw in Amsterdam onder zijn leiding werken van Brahms en Mendelssohn ten gehore. Hij verbrak toen een record: er stond nooit eerder een dirigent van zo hoge leeftijd voor dit orkest. Blomstedt wordt inmiddels een levende legende genoemd: op 20 januari 2023 speelde de Nederlandse violiste Janine Jansen onder zijn leiding een werk van Mozart. Die avond dirigeerde hij tevens de als ‘Romantische’ bekend staande symfonie nr. 4 van Bruckner. 

## Prijzen en onderscheidingen
In 1953 won Blomstedt de Koussevitzky Conducting Prize en in 1955 het directieconcours in Salzburg.
Met zijn opnames voor Decca Records won hij twee Grammy Awards en een Grand Prix du Disque. Hij won verder prijzen in België, Duitsland en Japan.
Blomstedt kreeg verschillende eredoctoraten. Hij is lid van de Koninklijke Zweedse Muziekacademie. In 1979 ontving hij de Zweedse koninklijke onderscheiding Litteris et Artibus. In 2003 ontving hij in Duitsland het Grosses Bundesverdienstkreuz. 
In juli 2017 werd zijn negentigste verjaardag gevierd met een boek, diverse cd- en dvd-uitgaven en een internationale tournee met 90 concerten.  
In januari 2018 ontving hij de International Classical Music Award voor zijn cd-opnamen van alle Beethoven-symfonieën. 